# もう呼ぶな、海!
『もう呼ぶな、海!』（もうよぶな、うみ）は、札幌テレビ放送が創立40周年記念として制作し、1999年2月23日の21時3分 - 22時54分に日本テレビ系列で放送されたテレビドラマ。第25回放送文化基金賞受賞作品。作は倉本聰。
北海道天塩町を舞台に、喧嘩に明け暮れた過去を持つ若者の物語である。演出補助・制作には演出集団5年D組がバックアップている。　

## あらすじ
孝次（大沢たかお）は故郷の天塩町から札幌に出て、アルバイトをしながら画家をめざしていた。高校まで海の町（天塩町）で過ごした孝次は当時、仲間の伸＝善人（岸谷五朗）たちと一緒に喧嘩に明け暮れていた。
北海道の港町から札幌に出てきた兄妹と、町に残った「善人」が織りなす友情と恋愛を描く。

## キャスト
- 大沢たかお
- 岸谷五朗
- 西田ひかる
- 今井雅之
- 梨本謙次郎
- 保坂尚輝
- 古尾谷雅人
- 石塚英彦
- 山下澄人
- 井川比佐志
- 松田優
- 団優太
- 角田よしこ
- ちばくに子
- 渥美博
- 伊藤仁
- 大西正昭
- 島裕二
- 松上順也

## 主なスタッフ
- 作:倉本聰
- 挿入歌:長渕剛「友よ」
- 音楽:杉本竜一
- 撮影協力:天塩漁業協同組合青年部、北海道美術協会、よさこいソーラン祭り実行委員会、平岸天神ソーラン踊り保存会
- 演出:林健嗣
- プロデュース:藤本一彦、鴨田豊、林健嗣
- 制作主任：田上早机子
- 制作著作:札幌テレビ放送